# Delocated
Delocated, noto anche come Delocated New York, è una serie televisiva statunitense del 2008, creata da Jon Glaser.
La serie è incentrata su un uomo di nome Jon del programma protezione testimoni che trasferisce la sua famiglia a New York. La famiglia sfrutta la situazione recitando in un reality show televisivo sull'essere nel programma di protezione dei testimoni.
La serie è stata trasmessa per la prima volta negli Stati Uniti su Adult Swim dal 1º aprile 2008 al 7 marzo 2013, per un totale di 29 episodi ripartiti su tre stagioni.

## Trama
Dopo aver testimoniato contro una famiglia russa mafiosa, Jon e la sua famiglia vengono trasferiti a New York, attraverso il programma protezione testimoni. Dopo un po' di tempo, Jon accetta l'offerta per la famiglia, di partecipare a un reality show basato sulla loro vita comune. Al fine di proteggere le loro identità, la famiglia indossa delle maschere per non farsi riconoscere dai gangster russi che li vogliono uccidere. Come parte della transazione, la famiglia viene trasferita in un loft di lusso dove viene girata tutta la serie.

## Episodi
| Stagione         | Episodi | Prima TV USA | Prima TV Italia |
| ---------------- | ------- | ------------ | --------------- |
| Prima stagione   | 7       | 2008-2009    | inedita         |
| Seconda stagione | 12      | 2010         | inedita         |
| Terza stagione   | 10      | 2012         | inedita         |
| Finale           | 1       | 2013         | inedito         |

## Personaggi e interpreti

### Personaggi principali
- Jon, interpretato da Jon Glaser.
- Susan, interpretata da Nadia Dajani.
- David, interpretato da Jacob Kogan.

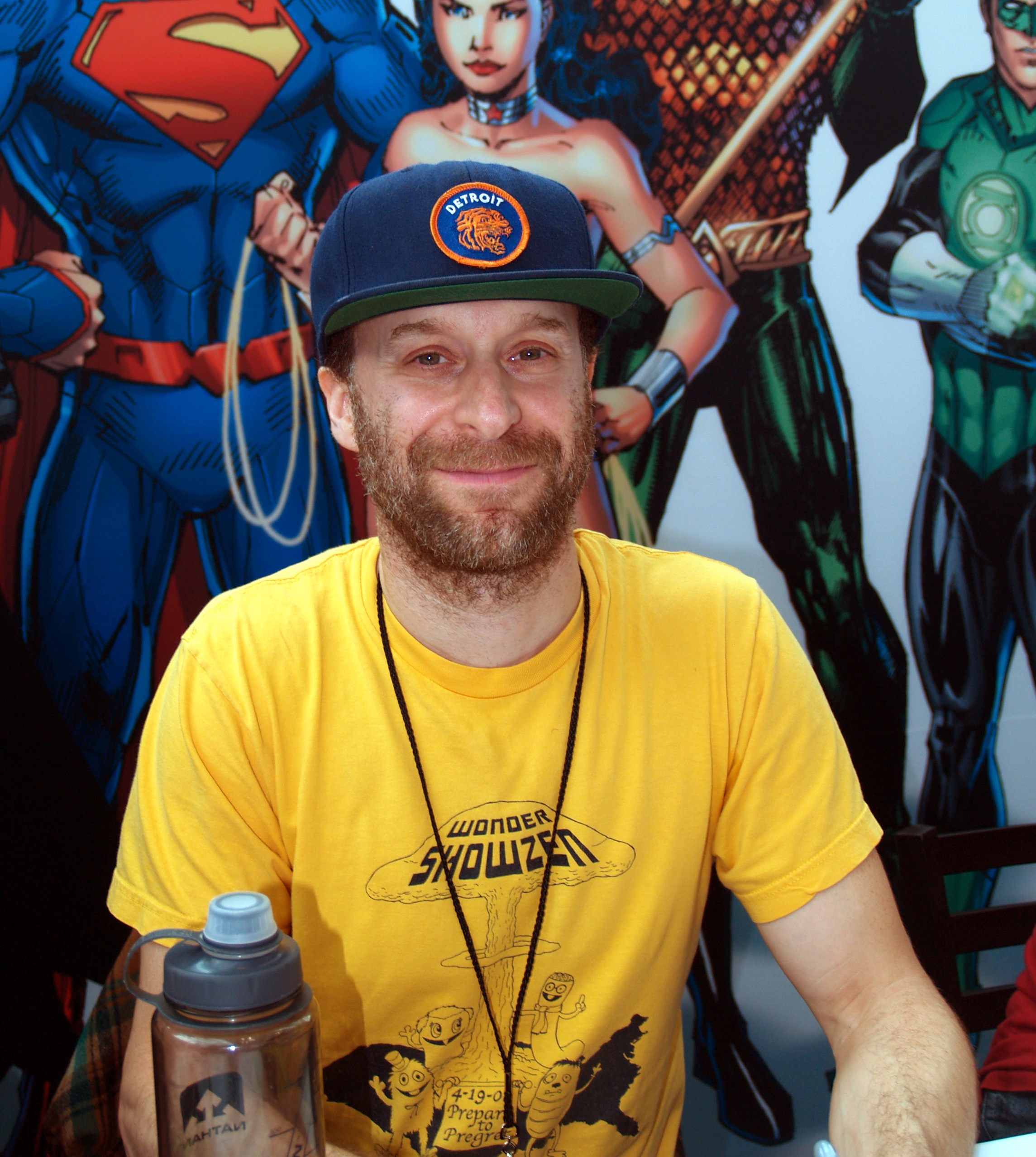
Jon Glaser al New York Comic Con nel 2015

### Personaggi ricorrenti
- Yvgeny Mirminsky, interpretato da Eugene Mirman.
- Sergei Mirminsky, interpretato da Steve Cirbus.
- Mike l'agente federale, interpretato da Kevin Dorff.
- Rob il nuovo agente federale, interpretato da Mather Zickel.
- TB il nuovissimo agente federale, interpretato da Ali Farahnakian.
- Qi-qang, interpretato da Yung-I Chang.
- The Glaze, interpretato da Marc Wootton.
- Kim, interpretata da Zoe Lister-Jones.
- Susan Shapiro, interpretata da Janeane Garofalo.
- Mighty Joe Jon: The Black Blond, interpretato da Jerry Minor.

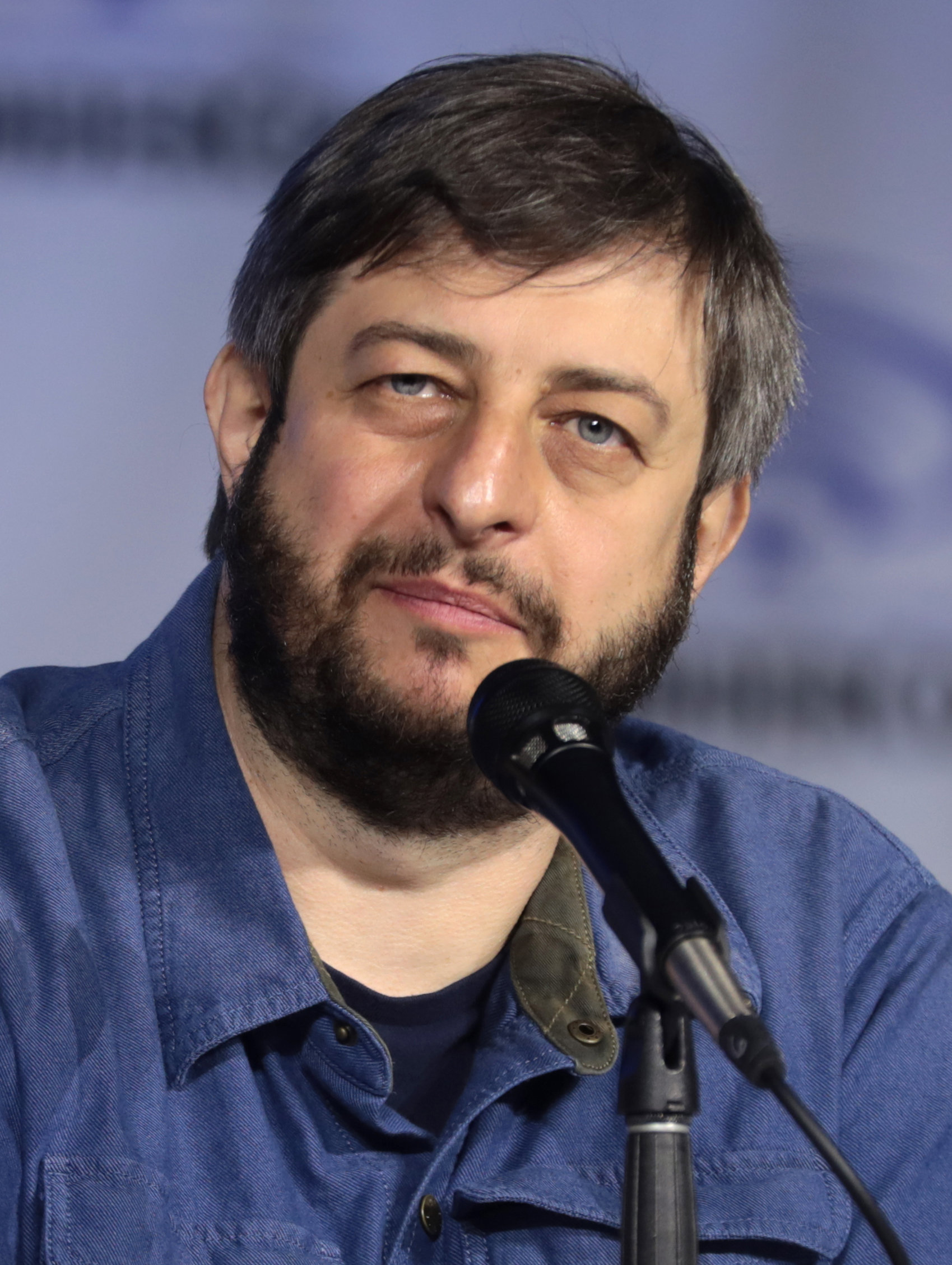
Eugene Mirman al WonderCon nel 2022
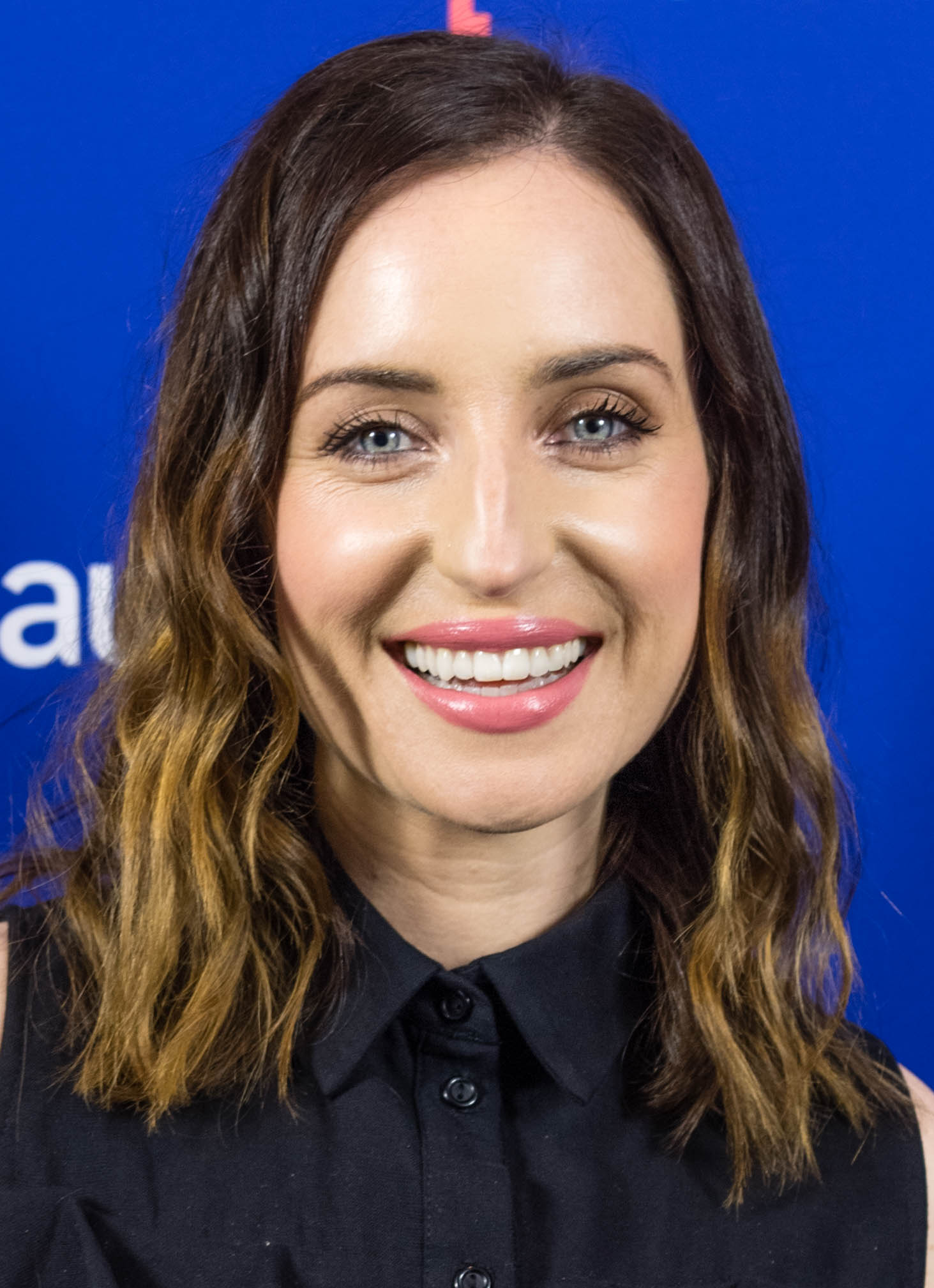
Zoe Lister-Jones nel 2017
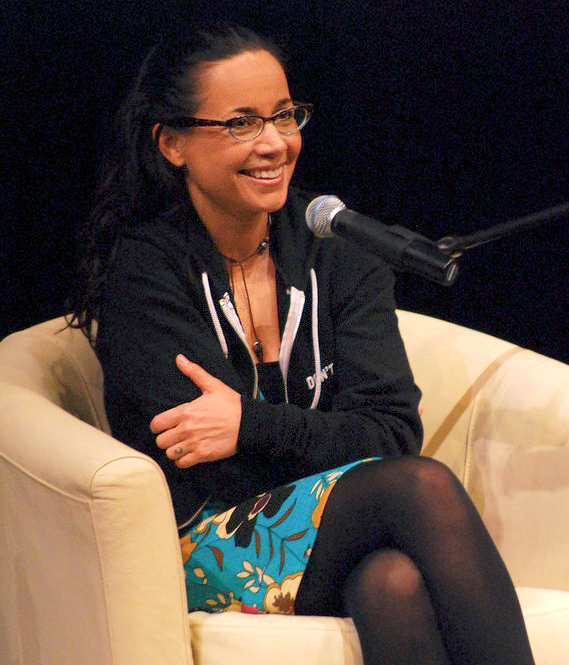
Janeane Garofalo nel 2008